# 抚牛子站
抚牛子站（日语：／ Naijōshi eki */?）位于青森县弘前市大字抚牛子一丁目，是东日本旅客铁道（JR東日本）管辖的鐵路車站。名稱來自於阿伊努語的「nay-ca-us」（在河岸群生的東西，即酸模）或「nay-ca-us-i」（河岸的地方）。
此站屬於奧羽本線的車站，但行經川部站往返五能线的列车也会停靠。

## 历史
- 1935年4月15日：车站投入运营。
- 1971年10月1日：无人化改造。
- 1987年4月1日：国铁分割民营化后成为JR东日本车站。
- 2023年5月27日：奧羽本線弘前～青森間可以使用「Suica」[2][3]。

## 車站結構
側式月台2面2線的地面車站。各月台之間以跨線天橋連結。
为弘前站管理的无人车站，设置有简易自动售票机。

### 月台配置
| 月台 | 路線      | 方向 | 目的地             |
| ---- | --------- | ---- | ------------------ |
| 1    | ■奥羽本线 | 下行 | 青森方向           |
| 1    | ■五能线   | 上行 | 五所川原、鰺澤方向 |
| 2    | ■奥羽本线 | 上行 | 弘前、东能代方向   |
| 2    | ■五能线   | 下行 | 弘前方向           |

## 相鄰車站
東日本旅客鐵道
■奥羽本線
□快速
通過
■普通
弘前－撫牛子－川部
■五能線（此站－弘前站間是奥羽本線）
□快速（只限上行）、■普通
川部－撫牛子－弘前

## 外部連結
- JR東日本撫牛子站 （页面存档备份，存于）